# 2012年富山県知事選挙
2012年富山県知事選挙（2012ねんとやまけんちじせんきょ）は、2012年（平成24年）10月28日に投開票が行われた、富山県知事を選出する選挙。

## 概要
現職の石井隆一の任期満了に伴う知事選挙。出馬したのは現職で3期目を目指す石井と、共産党推薦で元県労連議長の米谷寛治の2名で、選挙戦は両者による一騎討ちとなった。
各党の対応は共産党が米谷を推薦。前回の知事選で石井を推薦している自民党と公明党は、前回に続いて石井を推薦した。同じく前回の知事選で石井を推薦した民主党県連も続いて石井を推薦。更に今回は国民の生活が第一、みんなの党、国民新党の3党からも初めて推薦を受け、石井はこれまで以上の大きな支持基盤を得た。社民党県連は自主投票としている。
この他、元県職員の舛田忠治が出馬を表明したが最終的に撤回。撤回した理由として本人は、告示前に自作の選挙公報案を配っていたことが事前運動の可能性があるとの指摘が県警からあったといい、出馬することを自制したという。

## 選挙データ

### 告示日
- 2012年（平成24年）10月11日

### 投票日
- 2012年（平成24年）10月28日
  - 当日の投票時間帯：
  - 期日前投票：10月12日～10月27日

### 同日選挙
- 南砺市長選挙（10月21日 告示、任期満了に伴う、無投票当選）
- 南砺市議会議員選挙（10月21日 告示、任期満了に伴う）
- 砺波市長選挙（10月21日 告示、任期満了に伴う）

## 立候補者
| 立候補者                     | 年齢 | 党派                                                                               | 新旧 | 肩書き             |
| ---------------------------- | ---- | ---------------------------------------------------------------------------------- | ---- | ------------------ |
| 石井隆一 （いしい たかかず） | 66   | 無所属 （自民党、国民の生活が第一、公明党、みんなの党、国民新党、民主党県連 推薦） | 現   | 富山県知事         |
| 米谷寛治 （こめたに かんじ） | 65   | 無所属 （共産党 推薦）                                                             | 新   | 無職、元県労連議長 |

### 選挙のタイムライン
- 2012年6月15日 - 現職の石井が県議会で3選に向けて出馬することを表明[8]。
- 2012年6月29日

自民党県連が富山市内で総務会を開き、石井の推薦を決定。その後、党本部の推薦も決定した。
公明党県本部が県幹事会を開き、石井の推薦を決定。その後、党本部の推薦も決定した。
みんなの党は国会内で党本部役員会を開き、石井を推薦することを決定。
- 2012年7月18日 - 国民新党は議員総会を開き、石井を推薦することを決定[5]。
- 2012年8月23日 - 元県職員の舛田が富山市内で会見を開き、出馬を表明[6]。
- 2012年8月24日 - 民主党県連は石井の推薦を決定[3]。
- 2012年9月19日 - 出馬を表明していた舛田が出馬を撤回[7]。
- 2012年9月21日 - この日開かれた共産党県委員会などでつくる「明るい富山県政をみんなでつくる会」の集会で米谷が出馬を表明[9]。
- 2012年9月28日 - 共産党が米谷の推薦を正式決定[1]。
- 2012年10月2日 - 国民の生活が第一が石井の推薦を決定[4]。
- 2012年10月11日 - 告示。現職と新人による一騎討ちに。
- 2012年10月28日 - 投開票。

## 選挙結果

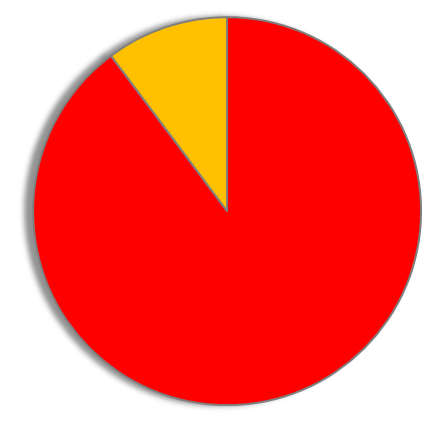
各候補の得票率（得票数の多かった順）

投票率は38.66%で前回2008年の41.44%を下回り過去2番目に低い投票率となった（前回比 -2.78%）。当日の有権者数は89万3867人で投票者数は34万5577人であった。
候補者別の得票数の順位、得票数、得票率、惜敗率、供託金没収概況は以下のようになった。供託金欄のうち「没収」とある候補者は、有効投票総数の10%を下回ったため全額没収された。惜敗率は未発表のため暫定計算とした（小数3位以下四捨五入）。
|      | 順位 | 候補者名  | 党派   | 新旧 | 得票数  | 得票率 | 惜敗率 | 供託金 |
| ---- | ---- | --------- | ------ | ---- | ------- | ------ | ------ | ------ |
| 当選 | 1    | ■石井隆一 | 無所属 | 現   | 305,043 | 89.79% | ----   |        |
|      | 2    | ■米谷寛治 | 無所属 | 新   | 34,676  | 10.21% | 11.36% |        |

自民党や民主党県連など共産党、社民党以外の各党の推薦を得て、盤石の態勢を整えた石井が、共産党推薦の米谷を圧倒し3選を果たした。一方の共産党推薦の米谷は脱原発や消費税増税反対などを訴え、現職批判票の取り込みを狙ったが及ばなかった。